# Tramayes
Tramayes é uma comuna francesa na região administrativa de Borgonha-Franco-Condado, no departamento Saône-et-Loire. Estende-se por uma área de 18,68 km². Em 2010 a comuna tinha 1 079 habitantes (densidade: 57,8 hab./km²).